# Boxe aux Jeux de la Francophonie de 2009
 (avril 2025).
Si vous disposez d'ouvrages ou d'articles de référence ou si vous connaissez des sites web de qualité traitant du thème abordé ici, merci de compléter l'article en donnant les références utiles à sa vérifiabilité et en les liant à la section « Notes et références ».
Navigation
Édition précédente
Les compétitions de boxe anglaise de la 6e édition des Jeux de la francophonie se sont déroulées du 29 septembre au 5 octobre 2009 à Beyrouth, Liban.

## Résultats

### Podiums
| Catégories                  | Or                   | Argent                     | Bronze                              |
| Poids mi-mouches (-48 kg)   | Jérémy Beccu         | Haithem Azizi              | Jonathan Quinit Igor Cbodo          |
| Poids mouches (-51 kg)      | Nordine Ait-Ihya     | Hajri Mahdi                | Francois Pratte Benoit Fleury       |
| Poids coqs (-54 kg)         | Razvan Andreiana     | Bruno Julie                | Hicham Mesbahi Ahmed Abdelmawgoud   |
| Poids plumes (-57 kg)       | Oualid Belaouara     | Walid Chahine              | Elian Dimitrov Tran Quoc Viet       |
| Poids légers (-60 kg)       | Souleymane Cissokho  | Badreddine Haddioui        | Alex Rynn Michael Gadbois           |
| Poids super-légers (-64 kg) | Richarno Colin       | Hamza Hassini              | Mohamed Elmechhabi Jonathan Bochner |
| Poids welters (-69 kg)      | Joseph Mulema        | Adil Bella                 | Nivesh Gyadin Houssam Abdin         |
| Poids moyens (-75 kg)       | Jean Mickael Raymond | M'Backe Sarr               | Ahmed Barki Nabil Sayed Zaki        |
| Poids mi-lourds (-81 kg)    | Constantin Bejenaru  | Amine el-Mohammadi el-Alfy | Ludovic Groguhe Christian Donfack   |
| Poids lourds (-91 kg)       | Arsen Goulamirian    | Mohamed Arjaoui            | Justin Bonhomme                     |
| Poids super-lourds (+91 kg) | Razvan Cojanu        | Didier Bence               | Koniba Sissoko                      |

### Tableau des médailles
| Place | Pays                      | Médaille d'or | Médaille d'argent | Médaille de bronze | Total |
| ----- | ------------------------- | ------------- | ----------------- | ------------------ | ----- |
| 1     | France                    | 6             | 0                 | 1                  | 7     |
| 2     | Roumanie                  | 3             | 0                 | 0                  | 3     |
| 3     | Maurice                   | 1             | 1                 | 1                  | 3     |
| 4     | Cameroun                  | 1             | 0                 | 1                  | 2     |
| 5     | Maroc                     | 0             | 3                 | 3                  | 6     |
| 6     | Tunisie                   | 0             | 3                 | 0                  | 3     |
| 7     | Canada                    | 0             | 1                 | 7                  | 8     |
| 8     | Égypte                    | 0             | 1                 | 3                  | 4     |
| 9     | Liban                     | 0             | 1                 | 0                  | 1     |
| 9     | Sénégal                   | 0             | 1                 | 0                  | 1     |
| 11    | Viêt Nam                  | 0             | 0                 | 1                  | 1     |
| 11    | Mali                      | 0             | 0                 | 1                  | 1     |
| 11    | Bulgarie                  | 0             | 0                 | 1                  | 1     |
| 11    | République centrafricaine | 0             | 0                 | 1                  | 1     |
| Total | 14 pays médaillés         | 11            | 11                | 20                 | 42    |